# 最後的忠臣藏 (電影)
《最後的忠臣藏》，杉田成道執導的日本電影，根據池宮彰一郎的同名小說改編。2010年12月18日上映。役所廣司、佐藤浩市主演。

## 情節
元禄赤穗事件的16年後，遵照大石內藏助「將事件的真相傳諸後世，援助浪士的遺族」吩咐，四十七士中唯一活下來的寺坂吉右衛門（佐藤浩市 飾），經過16年的奔波，終於找到最後要探訪的一名遺族，並開始籌畫赤穗浪士十七年祭。寺坂偶然看見一名酷似當年好友瀨尾孫左衛門（役所廣司 飾）的男人，瀨尾原是大石忠實的家僕，但在赤穗浪士出發前夜突然逃亡了。寺坂不相信瀨尾是膽小偷生之徒，於是決定去調查清楚……

## 演員
- 瀨尾孫左衛門（大石家的用人，元禄赤穗事件前夜逃亡）：役所廣司
- 寺坂吉右衛門（四十七士的倖存者）：佐藤浩市
- 大石內藏助：片岡仁左衛門（特別出演）
- 可音（大石的私生女）：櫻庭奈奈美
- 可音（少年時期）：北村沙羅
- 茶屋修一郎（四郎次郎的兒子）：山本耕史
- 茅野紀和（茅野和助常成的妻子）：風吹純
- 奥野将監（赤穗旧家臣）：田中邦衛
- 進藤長保（內藏助的又從兄弟）：伊武雅刀
- 茶屋四郎次郎（富甲天下的商人）：笈田義
- 唯（原夕霧太夫）：安田成美
- 吉良上野介：福本清三
- 其他：柴俊夫、佐川滿男、田畑猛雄、芝本正、芹澤禮多、片岡功、鈴川法子

## 製作
- 原作：池宮彰一郎《最後的忠臣藏》（角川文庫刊）
- 劇本：田中陽造
- 音樂：加古隆
- 導演：杉田成道
- 製作總指揮：William Ireton
- 監製：角川歴彥、成田豐
- 製作：小岩井宏悅、服部洋、椎名保、酒井彰、名越康晃、井上伸一郎、喜多埜裕明、川崎代治、大橋善光
- 企劃：鍋島壽夫
- 製作人：野村敏哉、岡田涉、宮川朋之

- 攝影監督：長沼六男
- 美術監督：西岡善信
- 美術：原田哲男
- 照明：宮西孝明
- 錄音：中路豐隆
- 修音：瀨川徹夫
- 音響效果：柴崎憲治
- 剪接：長田千鶴子
- 服裝設計：黑澤和子
- 装飾：中込秀志
- 編劇：中田秀子
- 製作：「最後的忠臣藏」製作委員會（ 華納兄弟電影、電通、角川電影、日本電影衛星放送、Red Entertainment、角川書店、Yahoo! JAPAN、Memory-Tech、讀賣新聞）
- 製作公司：角川電影
- 配給：華納兄弟電影

## 榮譽獎項
- 第35回日本電影金像獎[1]
  - 最佳影片提名
  - 最佳導演提名（杉田成道）
  - 最佳劇本提名（田中陽造）
  - 最佳男主角提名（役所廣司）
  - 最佳男配角提名（佐藤浩市）
  - 新人獎（櫻庭奈奈美）
  - 最佳音樂提名（加古隆）
  - 最佳攝影提名（宮西孝明）
  - 最佳美術（西岡善信/原田哲男）
  - 最佳錄音提名（中路豐隆/瀨川徹夫）
  - 最佳剪接提名（長田千鶴子）

## 外部連結
- 官方网站